# Václav Řezáč
Václav Řezáč (bürgerlicher Name: Václav Voňavka, * 5. Mai 1901 in Prag; † 22. Juni 1956 ebenda) war ein tschechoslowakischer Schriftsteller.

## Leben
Řezáč begann seine literarische Karriere mit Kinderbüchern und psychologischen Romanen, in denen auch sein Aufwachsen in Armut widergespiegelt wird. Später änderte sich sein Schreibstil und er wurde, neben Jan Drda, zu einem der wichtigsten Vertreter des sozialistischen Realismus in der tschechischen Literatur.
Daneben schrieb er für verschiedene Zeitschriften sowie Filmdrehbücher. Ab 1949 war er Verlagsleiter des Literaturverlags Československý spisovatel. Nach seinem Tod wurden mehrere seiner Werke fürs tschechische Fernsehen verfilmt.

## Werke
- Poplach v Kovářské uličce (1934) – Kinderbuch (deutsch: Alarm in der Schmiedegasse, übersetzt von Jana Nowaková, 1957. Neuübersetzung Das grüne Büchlein, übersetzt von Martin Schuster, 1971)
- Kluci, hurá za ním (1934) – Kinderbuch (deutsch: Haltet den Dieb!, übersetzt von Elisabeth Borchardt, 1964)
- Větrná setba (1935) – Roman
- Slepá ulička (1938) – Roman
- Černé světlo (1940) – Roman
- Svědek (1942) – Roman
- Stopy v písku (1944) – Feuilletons aus den Jahren 1940 – 1943
- Rozhraní (1945) – Roman (deutsch: Zwischen Tag und Traum, übersetzt von Hans Gaertner)
- Nástup (1951) – Roman (deutsch: Die ersten Schritte, übersetzt von Zora Weil-Zimmering, 1955)
- Bitva (1954) – Roman
- Tváří v tvář (1956) – Kurzgeschichten
- Pohádky (1957) – Märchen (deutsch: Zaubermeister Brahmaputra, übersetzt von Egon Jiříček, 1960)

## Filme
- 1941: Rukavicka – Drehbuch
- 1943: Der blaue Schleier (Modrý závoj) – Drehbuch
- 1945: Die Ungeliebte (Rozina sebranec) – Drehbuch
- 1948: Az se vrátís – Drehbuch
- 1949: Zelená knízka – Drehbuch
- 1949: Revolte im Dorf (Vzbourení na vsi) – Drehbuch
- 1953: Nástup – Romanvorlage
- 1960: Hodina pred únorem – Fernsehfilm, literarische Vorlage
- 1968: Cerné svetlo – Fernsehfilm, Romanvorlage
- 1971: Bitva – Fernsehfilm, Romanvorlage
- 1973: Chronik eines weißen Sommers (Kronika zhavého léta) – Romanvorlage
- 1976: O listonosi, který nechtel chodit – Kurzfilm, literarische Vorlage
- 1980: Cerné svetlo – Fernsehfilm, Romanvorlage
- 1983: Vetrná setba – Fernsehfilm, Romanvorlage
- 1986: Eine zauberhafte Erbschaft (Carovné dedictví) – literarische Vorlage

## Deutschsprachige Hörspielbearbeitung
- 1966: Die Tatze des schwarzen Katers. Vorlage: Alarm in der Schmiedegasse – Bearbeitung: Doris Wilbrandt, Regie: Ingeborg Milster (Kinderhörspiel – Rundfunk der DDR)[1]